# DM3 A1
Der U-Jagd-Torpedo DM3 A1 der Bundesmarine war eine leichte Abwandlung des US-amerikanischen Mk-37-Mod.0-Torpedos. Bereits 1959 wurden die amerikanischen Torpedos beschafft und zunächst in der Ursprungsversion eingesetzt. Als sich die Entwicklung eigener Torpedomodelle (DM1 und DM2) für den Einsatz auf deutschen U-Booten verzögerte, die vor allem für das Einsatzgebiet Ostsee optimiert sein sollten, wurden als Übergangslösung von 1970 bis 1974 die alten US-Torpedos modifiziert, um ihr Laufverhalten in Flachwasserbereichen zu verbessern. Der Torpedo wurde nun als DM3 A1 bezeichnet, die wesentlichen Parameter entsprachen aber weiterhin dem US-Modell, auf dem sie basierten.